# Vicente Lecuna
Vicente Lecuna Salboch (Caracas, Venezuela, 14 de septiembre de 1870 - Caracas, 20 de febrero de 1954) fue un ingeniero, banquero, educador, político, diputado e historiador venezolano. Restaurador, organizador y conservador del Archivo de Simón Bolívar, reconstructor de su Casa Natal y editor de la documentación del Libertador.

## Familia
Hijo de Ramón Lecuna Sucre y de Carmen Salboch Escobar, pasó su primera infancia en Cuba, adonde se trasladaron sus padres por motivos políticos y regresó a Venezuela con ellos en 1877. 
Se casó con Elena Escobar Llamozas, y teniendo cuatro hijos, de nombres: Valentina Lecuna Escobar, Vicente Lecuna Escobar, Elena Lecuna Escobar y Bolivia Lecuna Escobar. 
Por la rama paterna descendía de Vicente Lecuna Párraga,  comisario del Ejército Libertador (Tesorero de la Nación), y de Josefa Margarita Sucre y Marquéz,  media hermana de Antonio José de Sucre y Alcala, Gran Mariscal de Ayacucho. 

## Biografía
A partir de 1884, Lecuna Salboch inicia estudios en la Universidad Central de Venezuela donde obtiene el título de Ingeniero Civil en 1889. Comenzó su ejercicio profesional en la construcción del Ferrocarril Central, entre Caracas y los Valles del Tuy, y en el Gran Ferrocarril Alemán, de Caracas a Puerto Cabello. Participó también en la construcción del mercado principal de San Jacinto en Caracas, en 1895. Participó en el movimiento armado conocido como Revolución de Queipa (1898), liderado por el general José Manuel “Mocho” Hernández, que terminó en fracaso y donde resultó muerto Joaquín Crespo. Lecuna acepta la dirección de la Escuela de Artes y Oficios entre 1911 y 1920. En 1915 se le confía la organización del Archivo del Libertador que, para la conmemoración del centenario de su muerte, en 1930, publica en diez volúmenes. 
También siendo Presidente de la Cámara de Comercio de Caracas. Vicente Lecuna recibe el Banco de Venezuela en una situación muy conflictiva, como lo deja ver el informe del instituto para el año 1914, donde se declaraba que prácticamente estaba perdida la mitad del Capital, hasta que se hace cargo del mismo en 1915 nombrado por los accionistas y lo convierte en el instituto Bancario más Poderoso del País. Se mantuvo en el cargo 39 años y posicionó al Banco de Venezuela como el número uno en eficiencia, rentabilidad y depósitos.   
En 1916 asistió como delegado de Venezuela a la Conferencia Panamericana celebrada en Washington. Ese mismo año recibió del gobierno la misión de dirigir la restauración de la Casa Natal del Libertador, obra que quedó concluida en 1919. Durante esa época, preparó la edición del Atlas de Venezuela y publicó la primera de sus compilaciones documentales bolivarianas, Papeles de Bolívar (1917).   
El 17 de junio de 1918 se incorporó como Individuo de Número de la Academia Nacional de la Historia con un estudio sobre una de las campañas de Bolívar, Marcha de 1817 y Combate de Clarines.   
Durante el período 1918-1921 fue senador por el estado Lara y como tal propuso en 1920 un proyecto de Ley sobre minas e hidrocarburos que aumentaba la participación de la Hacienda
Pública en la industria petrolera y reservaba a la Nación la explotación en el delta del Orinoco y en las bocas de los ríos navegables.   
De 1919 a 1928 presidió la Cámara de Comercio de Caracas; en el Boletín de esta publicó numerosos escritos de carácter económico-social; y en el de la Academia Nacional de la Historia temas históricos.   
Fue miembro, en 1921, de la Junta directiva del Colegio Chaves de Caracas. Ese mismo año falleció su esposa, no volvió a contraer nupcias, poco antes de ser inaugurada, el 5 de julio, la Casa Natal del Libertador restaurada por Lecuna, quien fue nombrado Conservador ad honorem de la misma, cargo que ejerció hasta el fin de sus días. Además de conservar en ella el Archivo del Libertador colocó allí también, años más tarde, los archivos de Antonio José de Sucre y de José Rafael Revenga.   
Su experiencia como ingeniero de ferrocarriles en su juventud le llevó a proponer, aunque sin éxito, la extensión y creación de estas vías de comunicación en todo el país, especialmente en los llanos; en 1923 publicó, junto con su colega Germán Jiménez, un estudio económico sobre Ferrocarriles de Venezuela.   
En 1924, centenario de la batalla de Ayacucho, Lecuna publicó su obra en 2 tomos Documentos referentes a la creación de Bolivia; con un resumen de las guerras de Bolívar, que junto con los estudios históricos y el Atlas de Venezuela anteriores, hicieron que la Universidad Nacional Mayor de San Marcos de Lima le confiriese el doctorado Honoris Causa ese mismo año. En 1929-1930, con motivo de cumplirse 100 años de la muerte de Bolívar, editó en 10 tomos la colección de Cartas del Libertador.  
En 1922 toma parte en la reactivación del Colegio de Ingenieros de Venezuela que luego preside durante el bienio 1930- 1931. En 1931 es nombrado presidente de la Academia Nacional de la Historia, cargo que mantiene hasta 1933.  
En 1933 fue designado Individuo de Número de la Academia de Ciencias Físicas, Matemáticas y Naturales. Además de sus trabajos históricos, que ocupan numerosos volúmenes, también publicó en el Boletín de la Cámara de Comercio de Caracas artículos sobre monopolios y temas diversos sobre industria y comercio. En la Revista del Colegio de Ingenieros de Venezuela escribió sobre la necesidad de las vías de comunicación y en especial, sobre aspectos económicos de los ferrocarriles. 

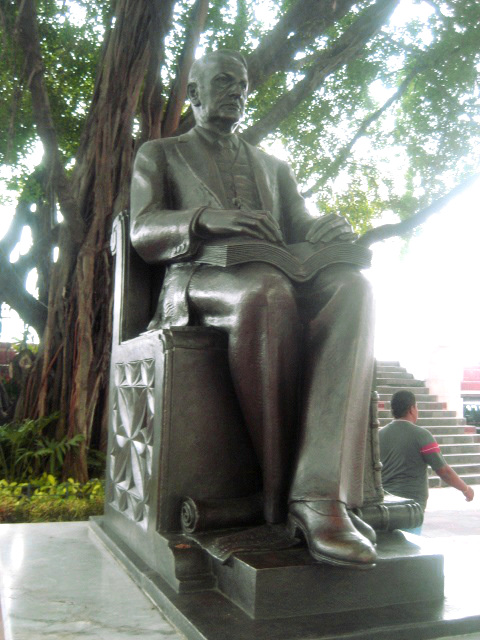
Monumento de Vicente Lecuna en Guayaquil, Ecuador.

Desde fines de la década de 1930 inició una campaña para salvar la vegetación de Caracas, en especial la ceiba de San Francisco y la arboleda del parque El Calvario, así como para establecer parques infantiles y sanear el barrio de El Silencio. En 1939 publicó Proclamas y discursos del Libertador. El primer Congreso Grancolombiano de Sociedades Bolivarianas reunido en Quito en 1947 le había dado el título de Primer Historiador Bolivariano de América. 
Hasta 1953 tuvo principalmente a su cargo la edición del Boletín de la Academia. Sostuvo numerosas polémicas de carácter histórico, en especial la relativa a las cartas apócrifas de Bolívar y del prócer argentino José de San Martín publicadas por compatriotas de este último, la cual duró de 1943 a 1952, cuando Lecuna le dio término con su obra La Entrevista de Guayaquil; restablecimiento de la verdad histórica. 
En 1947 aparecieron los 2 volúmenes de Simón Bolívar, Obras Completas y en 1950 los 3 de la Crónica razonada de las guerras de Bolívar, fruto de 3 décadas de investigaciones.  Cuando murió, tenía concluidos varios libros, que fueron publicados póstumamente por la Fundación Vicente Lecuna.
El Concejo Municipal de Caracas lo declaró ciudadano eminente en 1950 y ese mismo año el presidente de Bolivia lo condecoró con la Orden del Cóndor de Los Andes. 
En Venezuela le fueron conferidas las más altas condecoraciones y fue objeto de calificados homenajes. En 1942 su nombre fue inscrito en la Galería de Colegiados Ilustres del Colegio de Ingenieros de Venezuela. Lecuna dejó listas para su publicación, La Revolución de Queipa, Bolívar y el Arte Militar y Catálogo de Errores y Calumnias en la Historia de Bolívar.
De Vicente Lecuna se puede afirmar que alcanzó la cima de hombre-hombre, según el apotegma de Zaratustra. Los Griegos, cuando descubrían una personalidad de recio encumbramiento, escribían (he aquí un hombre que puede ser Dios para el Hombre).
Publicaciones:
Crónica razonada de las Guerras de Bolívar, Documentos sobre la creación de Bolivia , Cartas del
Libertador , Proclamas y discursos del Libertador, Relaciones Diplomáticas de Bolívar con Chile y
Argentina, Entrevista de Guayaquil, Bolívar y el arte militar, Campaña de Carabobo.